# LHCb
L'experiment LHCb (LHC beauty, «bellesa a l'LHC», on "bellesa" es refereix al quark "fons" o "bellesa") és un dels experiments de física de partícules en operació a l'accelerador de partícules LHC (Large Hadron Collider) del laboratori internacional del CERN a Ginebra.
L'experiment està dissenyat per a estudiar en detall el mecanisme de violació CP (càrrega-paritat) del model estàndard de física de partícules, mesurant els paràmetres de les interaccions dels mesons B produïts en col·lisions entre protons a energies al centre de massa de fins a 14 TeV, i cercant desintegracions de partícules molt rares dins el model estàndard. L'objectiu últim de l'experiment és explicar l'asimetria entre matèria i antimatèria observada a l'Univers.